# محمدحسن‌خان قاجار
محمدحسن‌خان قاجار (۱۱۲۷ – ۱۱۷۲ ه‍.ق) فرزند فتحعلی‌خان قاجار بود که پس از کشته شدن پدرش به فرمان شاه تهماسب دوم به سرکردگی شاخه اشاقی‌باش ایل قاجار رسید. او پدر آقامحمدخان و پدربزرگ فتحعلی‌شاه قاجار بود.
محمدحسن خان از تیره اسکندرلو شاخه قوانلو بود و در اواخر شاهنشاهی نادرشاه به یاری ترکمانان ساکن در شمال مرزهای ایران سر به شورش برداشت ولی با شکست شورش ترکمانان از سپاه اعزامی نادر، محمدحسن خان موفق شد با حیله از اسارت سپاه اعزامی بگریزد و نادرشاه علی‌رغم تلاش‌هایی که کرد، بر وی دست نیافت. با مرگ نادرشاه، در خراسان، علیقلی‌خان افشار، برادرزاده نادر بسیاری از اولاد و خانواده نادر را قتل‌عام کرد و خود را عادلشاه نامید. وی که مردی خونریز و عیاش بود، محمدحسن خان قاجار را شکست داد و پسرش آقامحمد خان را مقطوع‌النسل کرد. در پی برکناری شاهرخ شاه نوه نادرشاه افشار و به قدرت رساندن شاه سلیمان دوم صفوی به کمک برخی از ایلات ترک‌زبان و به دست برخی از بازماندگان خاندان صفوی، محمدحسن‌خان به سمت ایشیک‌آقاسی‌گری و بیگلربیگی‌گری استرآباد گماشته شد. اندکی پس از برکناری شاه سلیمان دوم سه تن از سرداران (علیمردان خان بختیاری، ابوالفتح خان بختیاری و کریم خان زند) در اصفهان شاه اسماعیل سوم صفوی را به عنوان شاهی رساندند. در پی درگیری میان این سه سردار، کریم خان توانست قدرت را به دست بگیرد و وکیل‌الدولهٔ شاه شود. او به همراه شاه اسماعیل سوم عازم جنگ با محمدحسن خان شد و استرآباد را محاصره نمود. محمدحسن خان توانست کریم خان را شکست داده، به تهران بگریزاند و شاه اسماعیل سوم نیز به محمدحسن خان پناه برد و او را وکیل‌الدولهٔ خود نمود.

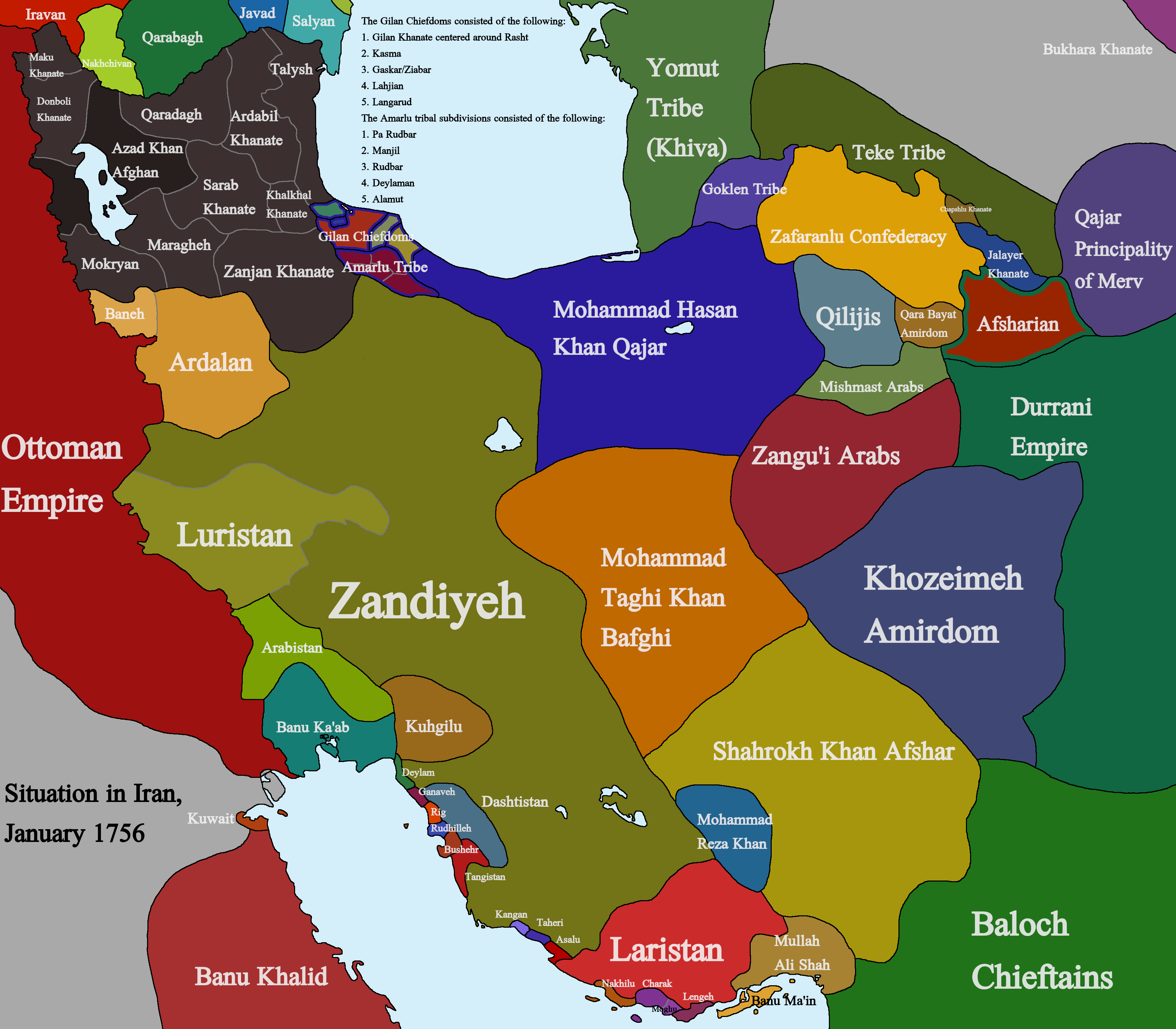
قلمرو محمدحسن‌خان قاجار سال ۱۷۵۶ میلادی

محمدحسن خان توانست دیگر سرداران را شکست دهد. آزاد خان افغان را که بر اصفهان حکومت می‌کرد فراری داد، و بار دیگر کریم خان زند را شکست داد و اصفهان را متصرف شد. وی برای تأمین آذوقهٔ سپاه خود، به تاراج مردم پرداخت و به قول رستم‌الحکما نویسندهٔ رستم‌التواریخ از شدت ظلم خان قاجار فریاد دادخواهی ستمدیدگان به سما می‌رسید.

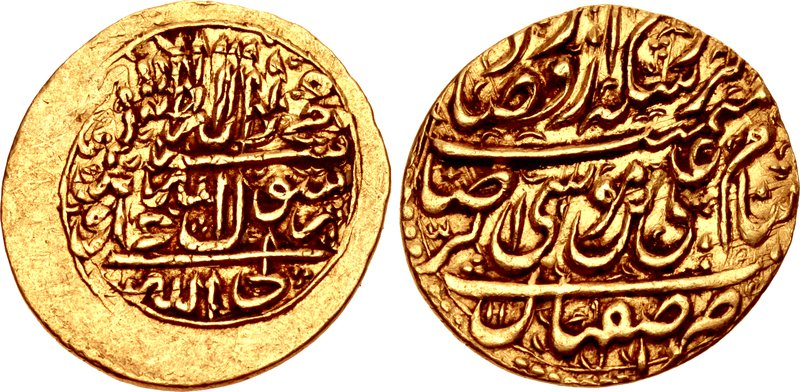
تصویر پشت و روی یک سکه، ضرب‌شده در دوران محمدحسن‌خان قاجار

وی در محاصرهٔ شیراز به دلیل پایداری کریم خان و اختلاف سران قاجار مجبور به عقب‌نشینی شد و بعدها اصفهان را نیز از کف داد و به آمل و بارفروش (بابُل امروزی) گریخت. شاه اسماعیل سوم نیز بار دیگر به زندیان پناه برد و کریم خان برای بار دوم وکیل‌الدوله گردید.
کریم خان از اصفهان به تهران آمد و از آنجا شیخ علی خان زند را روانه مازندران کرد. شیخ علی خان زند در ورود به مازندران با طایفهٔ دیگر قاجاریه که نسبت به ایل تابع محمد حسن خان کینهٔ دیرینه داشتند، دست به یکی کرد و از ایشان محمدحسین خان قاجار دولو را که سابقاً از جانب محمد حسن خان حاکم اصفهان بود به خدمت خود درآورد و به یاری ایشان در نزدیکی اشرف با محمدحسن خان روبرو شد، محمدحسن خان در این جنگ شکست خورد و به سمت استرآباد رفت، در مازندران موقعی که می‌خواست از پلی بگذرد اسبش در گِل فرورفت، سبزعلی نام کُرد که ملازم قدیم او بود و تازه به خدمت شیخ علی خان درآمده بود با ده نفر سوار کُرد و محمد علی آقای دولو برادر محمدحسین خان دولو به او رسیده و چشم از حقوق دیرینه پوشیده و به ضرب شمشیر او را از پا درآورد و سر او را جدا کرده و پیش شیخ علی خان فرستاد و شیخ علی خان هم آن را به تهران نزد کریم‌خان فرستاد. کریم خان زند از مشاهدهٔ سر متأثر شد و دستور داد که آن را با گلاب شسته و به استرآباد فرستاده تا با بدنش در مقبرهٔ خانوادگی آن خاندان به خاک سپارند.

## خانواده
کریم خان با دختر (و به روایتی با خواهر) محمدحسن‌خان ازدواج کرده، آقامحمد خان، بزرگ‌ترین فرزند او را به نزد خود آورد و با مهربانی از او پذیرایی کرد و با خانوادهٔ خان مقتول محبت کرد و حکومت دامغان را نیز به حسینقلی‌خان جهانسوز فرزند دوم خان قاجار داد.

### همسران
1. جیران دختر اسکندرخان قاجار قوانلو (ازدواج ۱۱۱۸ خورشیدی)
2. زهراخانم خواهر محمدحسین‌خان قاجار دولو
3. آغابیگم قاجار عزالدین‌لو
4. یک زن کرد
5. یک زن اصفهانی
6. خواهر آقاجمال فومنی

### فرزندان
1. آقامحمدخان قاجار
2. حسین‌قلی‌خان جهان‌سوز
3. مرتضی‌قلی‌خان قاجار
4. رضاقلی‌خان قاجار
5. جعفرقلی قاجار
6. مصطفی‌قلی‌خان قاجار
7. مهدی‌قلی‌خان قاجار
8. عباس‌قلی‌خان قاجار
9. علی‌قلی‌خان قاجار
10. شاه‌جهان خانم قاجار